# AmaZulu FC (Zimbabwe)
AmaZulu FC – zimbabwejski klub piłkarski, z siedzibą w mieście Bulawayo, działający w latach 1996–2006, grający niegdyś w pierwszej lidze zimbabwejskiej.

## Sukcesy
- I liga[1]:
  - mistrzostwo (1): 2003.

- Zimbabwe Independence Trophy[2]:
  - zwycięstwo (1): 1999.

## Występy w afrykańskich pucharach
| Sezon | Rozgrywki     | Runda   | Kraj     | Klub                         | Dom | Wyjazd | Dwumecz |
| ----- | ------------- | ------- | -------- | ---------------------------- | --- | ------ | ------- |
| 2002  | Liga Mistrzów | wstępna | Mozambik | CD Maxaquene                 | 3–1 | 4–3    | 7–4     |
| 2002  | Liga Mistrzów | 1       | Angola   | Atlético Petróleos de Luanda | 0–0 | 1–2    | 1–2     |

## Stadion
Domowe mecze klub rozgrywał na stadionie Barbourfields Stadium w Bulawayo, który mógł pomieścić 32 tys. widzów.